# Stephanoberyx monae
Stephanoberyx monae is een straalvinnige vissensoort uit de familie van doornvissen (Stephanoberycidae). De wetenschappelijke naam van de soort is voor het eerst geldig gepubliceerd in 1883 door Gill.